# Macronemus filicornis
Macronemus filicornis är en skalbaggsart som först beskrevs av Thomson 1860.  Macronemus filicornis ingår i släktet Macronemus och familjen långhorningar. Inga underarter finns listade i Catalogue of Life.